# تقرير جراحي
التقرير الجراحي هو تقرير تُسجل فيه التفاصيل عن عمليةٍ جراحية ما. وفي معظم الولايات الأمريكية والعديد من الولايات القضائية الأخرى، يكون للمريض الحق في الحصول على نسخةٍ من السجل الطبي الخاص به، بما في ذلك التقرير الجراحي. كما تحدد رابطة اعتماد الرعاية الصحية المتنقلة (AAAHC) واللجنة المشتركة لاعتماد منظمات الرعاية الصحية (JCAHO) معايير التقارير الجراحية

## انظر ايضًا
- عملية جراحية
- الرعاية الصحية
- طبيب

## وصلات خارجية
- Dictionary definition of operative report
- Sample operative reports